# Mykola Ovcharov
Mykola Mykhailovych Ovcharov (nacido el 9 de julio de 1988) es un ucraniano orador, profesor e investigador del arte oratorio, así como traductor del latín, director de cine y artista de medios. Es conocido por su clasificación de tipos de argumentación en el arte oratorio. Es autor del manual de retórica contemporánea Maestro de Discursos Públicos y otras publicaciones sobre ética y filosofía. Es editor jefe de la revista académico-popular sobre arte oratorio Orador Desconocido.

## Biografía
Ovcharov nació en Odesa, Ucrania. Estudió en la Academia Estatal de Transporte Acuático de Kiev y la Universidad Nacional de Cultura y Artes de Kiev. Ha colaborado con importantes organizaciones estatales y públicas.
En 2009 fundó el Instituto de Retórica, donde enseña arte oratorio y publica artículos analíticos sobre retórica, psicología, ética y filosofía.
Ovcharov es autor de Maestro de Discursos Públicos (2017, 2023) y publicaciones sobre la ética de los discursos públicos. En 2024 presentó dos nuevos libros — Pequeña Ética y Argumentación Basada en Evidencia.

## Contribución a la retórica contemporánea

### Argumentación basada en evidencia
Ovcharov desarrolló el concepto de argumentación basada en evidencia como método de persuasión que combina la justificación empírica con la eficacia retórica. En su obra Argumentación Basada en Evidencia (2024), sistematizó enfoques para construir pruebas lógicamente estructuradas en el hablar en público.

#### Teoría de la argumentación
Mykola Ovcharov distinguió tres formas fundamentales de argumentación en la retórica contemporánea.
- Teórica — hechos científicos, datos de investigación, estadísticas, análisis.
- Práctica — ejemplos prácticos de experiencia personal o ajena.
- Visual — prueba usando imágenes o eventos familiares.

Cada argumento debe cumplir tres requisitos: autoridad, unicidad y refuerzo de la tesis con un segundo argumento.

### Influencia en la escuela retórica ucraniana
Los desarrollos teóricos de Ovcharov contribuyen a la institucionalización de la retórica como disciplina académica en Ucrania. El Instituto de Retórica, fundado por él en 2009, funciona como centro de investigación que combina el estudio de la tradición clásica con el desarrollo de metodologías contemporáneas del hablar en público. Desde 2025, Mykola Ovcharov publica la revista Orador Desconocido—la primera revista académico-popular en idioma ucraniano dedicada al arte oratorio. La publicación combina conocimientos teóricos con consejos prácticos para mejorar las habilidades de comunicación.

### Trabajo de traducción
En 2025 completó la primera traducción ucraniana completa del Primer Discurso de Cicerón contra Catilina desde la perspectiva de un orador practicante. Mykola Ovcharov prestó particular atención al ritmo, la dinámica textual y las técnicas oratorias que normalmente se pierden en la traducción literal. La traducción está acompañada de notas detalladas sobre el contexto histórico, explicaciones de las realidades de la vida romana y análisis de las características retóricas del discurso. La obra sirve a estudiantes e investigadores que estudian historia romana, filosofía y retórica.

## Arte de medios y cine
En 2018 presentó su primera exposición de videoarte y arte de medios The Interaction sobre la transformación humana de la forma emocional a la informacional. Las obras fueron exhibidas en la Galería Saatchi y el Freedom Art Festival en Londres. En 2019 dirigió su primer cortometraje sin palabras, Agujero Negro. La película explora cómo las personas se absorben mutuamente para su propio desarrollo. Se estrenó el 11 de julio de 2019 en el Festival Internacional de Cine Revelation Perth (Australia). El 29 de septiembre de 2019, la película recibió un premio especial del jurado en el Festival de Cine Independiente de Cortometraje "Bardak" en Járkov "por la escritura clara del director, la excelente y profunda cinematografía, y la selección de personajes distintivos. Todos los elementos y detalles trabajan hacia un objetivo—sumergir a los espectadores en el mundo caprichoso creado por el autor". En 2020 se filmó un segundo cortometraje "Ópera Salvaje", que el director decidió no estrenar después del montaje.

## Actividad pública
Desde 2019 organiza regularmente clases magistrales gratuitas sobre arte oratorio para grupos sociales específicos que están sujetos o pueden enfrentar varias formas de discriminación en Ucrania y el mundo (basada en origen, género, identidad nacional u otra) con el objetivo de reducir los niveles de agresión y aumentar la comunicación efectiva entre diferentes personas y los niveles de tolerancia.

### Publicaciones científicas populares
| Año  | Título del libro                                 | Descripción                                                                                  |
| ---- | ------------------------------------------------ | -------------------------------------------------------------------------------------------- |
| 2017 | Maestro de Discursos Públicos                    | Teoría básica del arte oratorio                                                              |
| 2023 | Maestro de Discursos Públicos. Edición Monocroma | Segunda edición de la teoría del arte oratorio con ilustraciones en blanco y negro del autor |
| 2023 | Maestro de Discursos Públicos. Edición a Color   | Segunda edición de la teoría del arte oratorio con ilustraciones a color del autor           |
| 2024 | Pequeña Ética                                    | Sobre ética aplicada contemporánea                                                           |
| 2024 | Argumentación Basada en Evidencia                | Sobre métodos de persuasión en el arte oratorio                                              |

### Publicaciones periódicas
| Año  | Título             | Tipo    | Descripción                                                         |
| ---- | ------------------ | ------- | ------------------------------------------------------------------- |
| 2025 | Orador Desconocido | Revista | Publicación impresa sobre arte oratorio, publicada dos veces al año |

### Publicaciones educativas y metodológicas
| Año  | Título               | Descripción                                                                            |
| ---- | -------------------- | -------------------------------------------------------------------------------------- |
| 2025 | Cómo Criar un Orador | Manual educativo para padres y maestros para desarrollar cualidades oratorias en niños |

### Traducciones
| Año  | Título                                                    | Idiomas                |
| ---- | --------------------------------------------------------- | ---------------------- |
| 2025 | Traducción del Primer Discurso de Cicerón contra Catilina | Del latín al ucraniano |